# Jennicet Gutiérrez
Jennicet Gutiérrez (8 de junio de 1986) es una activista por los derechos de las personas transgénero y las inmigrantes. Es fundadora de "La Familia: Trans Queer Liberation Movement" y gran parte de su activismo apoya a mujeres transgénero detenidas por su estatus de inmigrante. Entró en el Top100 de la revista Out en 2015. Reside en Los Ángeles, California.

## Biografía
Gutiérrez nació en México y emigró a Estados Unidos con su familia cuando tenía 15 años. Según escribe, buscaba seguridad y oportunidades económicas en Estados Unidos y espera conseguir allí la residencia permanente.

## Activismo
En junio de 2015 fue cuando Gutiérrez recibió atención nacional por interrumpir al presidente Obama durante una cena en la Casa Blanca celebrando los logros LGBTQ en el año anterior. Gran parte de la reacción a este acto se centró en evaluar si era "correcto" o no interrumpir al presidente durante una recepción en la Casa Blanca. El evento destacó la desconexión entre el activismo gay y el activismo por la inmigración y transgénero.
La Familia: El Movimiento de Liberación Trans Queer trabaja a nivel nacional y local para lograr la liberación colectiva de los latinos LGBT liderando un movimiento intergeneracional a través de la organización comunitaria, la defensa y la educación. Gutiérrez ha estado trabajando con la organización organizando manifestaciones, mítines y diálogos, así como la recaudación de fondos para la liberación de las mujeres transgénero indocumentadas de color que enfrentan entornos inseguros en los centros de detención.